# Chołmscy
Chołmscy – ruska rodzina książęca będąca jedną z licznych gałęzi dynastii Rurykowiczów. Nazwisko pochodzi od miasta Chołm, leżącego nad rzeką Szoszą w rejonie zubcowskim obwodu twerskiego (na zachód od Moskwy). Bratem wielkiego księcia włodzimierskiego Aleksandra Newskiego - był Jarosław III (zm. 1271) - wielki książę twerski, od którego pochodzi twerska linia Rurykowiczów. Jednym z wielu jego praprawnuków był  Wsiewołod Aleksandrowicz książę Chołmski (zm. 1364).
Syn Wsiewołoda - Iwan Chołmski ożeniony był z Anastazją Moskiewską - córką wielkiego księcia Dymitra Dońskiego. W roku 1485 Chołmscy sprzedali swoje udzielne księstwo Iwanowi III Srogiemu i przeszli na jego służbę jako bojarzy. Do wielkich godności w państwie moskiewskim za Iwana III Srogiego doszedł kniaź Daniel Chołmski, którego wielki książę uczynił nawet wojewodą. Daniel Chołmski uczestniczył w zwycięskiej wyprawie na Kazań w 1469 roku. Starszy syn Daniela - Siemion Chołmski ożeniony był z Marią Czeliadniną - siostrą Iwana Czeliadnina - pierwszego okolniczego (najbliższego doradcy) i wybitnego wodza wielkiego księcia Iwana III Srogiego. Młodszy syn Daniela - Wasyl Chołmski poślubił Fieodosję - córkę wielkiego księcia moskiewskiego Iwana III. Wysokie koligacje i zasługi wojenne nie uchroniły książąt Chołmskich przed "opałą" (niełaską). W 1498 zostali na rozkaz Iwana III pozbawieni urzędów, odsunięci od dworu i osadzeni w areszcie. Dobra Chołmskich skonfiskowano a ośmiu innych bojarów musiało ręczyć za nich, że nie uciekną na Litwę. Chodziło o sprawę następstwa tronu rosyjskiego. Iwan III Srogi u schyłku swego życia zadecydował, że jego następcą nie będzie jego wnuk Dymitr (po najstarszym synu przedwcześnie zmarłym Iwanie) ale jego młodszy syn Wasyl (późniejszy Wasyl III). Chołmscy razem z księciem Siemionem Riapołowskim i z księciem Iwanem Patrikiejewym bronili zasady primogenitury i uwzięli się za Dymitrem. Losy przeważyła druga żona Iwana III - wielka księżna Zoe Paleolog. W 1505 roku Czapkę Monomacha uzyskał Wasyl III (młodszy syn Iwana III Srogiego a ojciec Iwana IV Groźnego). Wnuk wielkiego księcia Dymitr razem z Riapołowskimi i z Patrikiejewymi trafili do ciężkiego więzienia, gdzie zostali postrzyżeni na mnichów i dokonali wkrótce żywota. Natomiast Chołmscy zostali odsunięci na kilka dziesięcioleci od wszelkiego znaczenia.